# クモノスツボカビ
クモノスツボカビ (Nowakowskiella) はツボカビ門に属する菌類の1属。主に淡水中の枯れた植物質に生育するもので、仮根状菌糸体を形成し、そのあちこちに丸い遊走子嚢を作る。

## 特徴
細い枝分かれした仮根状菌糸体を形成し、一つの菌体に複数の遊走子嚢を形成する(多心性)の鞭毛菌である。他属と本属を区別できる特徴として、本属では仮根状菌糸体に複数の遊走子を形成すること、菌糸体の膨らみ部分などに隔壁を生じないこと、遊走子嚢の放出部が蓋になっており(有弁)、それが開くことで放出が行われる（operculate、exo- あるいは endo-のいずれか ）ことが挙げられる。
以下、より具体的な形態について本属のタイプ種である N. elegans に基づいて示す。

### 栄養体
仮根状菌糸体は基質の表面か内部に広がる。菌糸体はよく発達し、まばらにあるいは密集しており、分枝の状態や糸状部の長さは基質の状態で変化する。仮根は粗剛か繊細で長く、まばらに分枝するかあるいは短くて樹枝状に分枝する。菌糸は無色でその径は非常に幅があり、しかし太くても21μmまでである。菌糸には通常は長円形、紡錘形、亜球形などの形をした介在的に存在する膨らみがあり、そこに隔壁はない。それらは時としてさほどはっきり区別できず、また介在する膨らみで隔壁を持つものが見られることもあり、主軸は先に向かって細まり、繊細な仮根が基質に広がる。しかし主軸が短い場合には先細りの曲がりくねった仮根を持つ場合もある。菌糸体は中央から放射状に広がることもあれば線状に胞子嚢を並べることもある。

### 生殖器官
遊走子嚢は無色で薄い壁からなり、それに繋がる菌糸の遊走子嚢の直下の部分に膨らみ(下嚢、アポフィシス)を持つ場合もあるが、ない場合もある。遊走子嚢本体は球形、亜球形、卵形、瓶型、倒棍棒状、洋梨型、細長い形、円柱形、腎臓型など様々で、不規則な形を取ることもある。球形のものでは径が10～45μm程度、それ以外の形のものでは変異が大きくて長さは15～63μm、幅が9～47μmになる。遊走子は時にかたまって形成され、往々に線上に並ぶ形で形成される。しかし基質によってはごくまばらに形成され、仮根状菌糸体の上に大きく間を置いて作られる。遊走子嚢の先端には蓋があり(有弁)、その径は5～7.5μmであり、通常は exo-operculate であるが、時として endo-operculate になっている。

### 遊走子
遊走子は球形から卵形をしており、その径は3.5～7μmで、小さな光を反射する球体(油滴)を含み、また後端に1本の鞭毛を持つ。

### 休眠胞子
休眠胞子は形成されることもされないこともあるが、される場合には頂端に生じるか介在的に形成され、球形、亜球形、卵形、長円形、紡錘形などの形を取るが希には不規則な形となる。これは菌糸体の一部が膨張して形成され、その外壁は滑らかで壁は厚く、金黄色に輝き、あるいは淡い黄色で、時としてごく薄い褐色になる。その内容は当初は液胞で、後に屈折性になる。発芽は単一の(時に分枝のある)管を伸ばすことで行われ、これを通じて遊走子が放出される。この時の遊走子は遊走子嚢で形成されるものと同じと見られる。

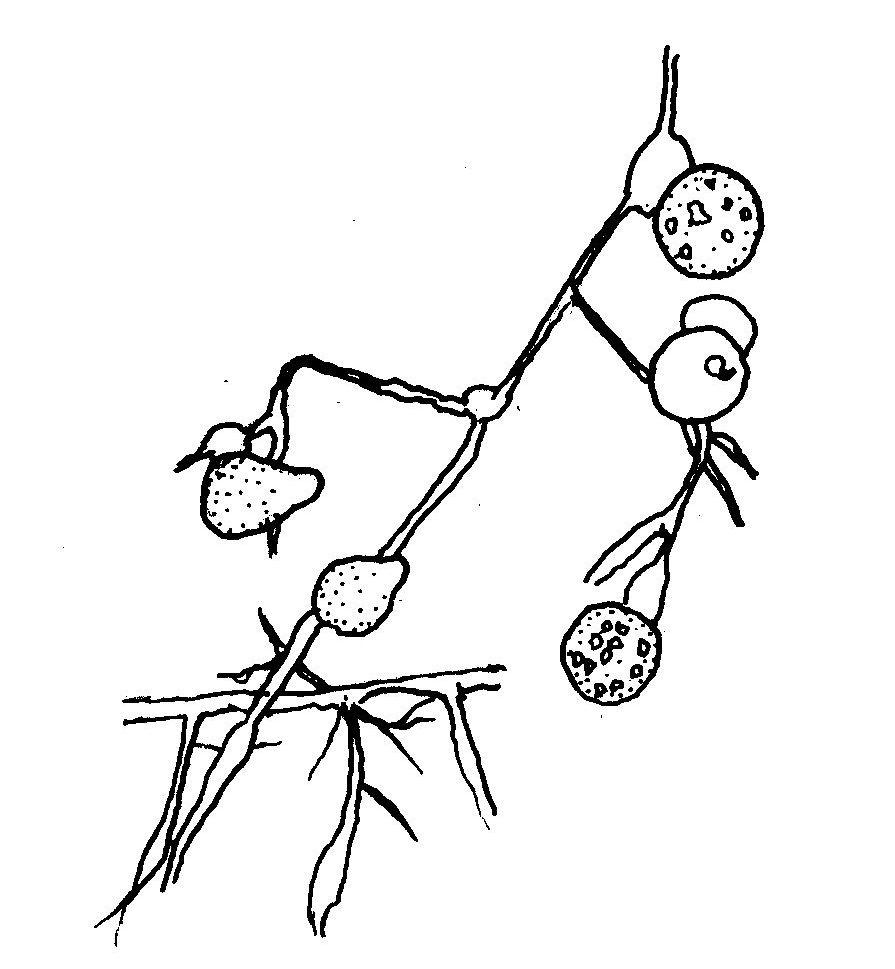
N. elegans・菌体の一部
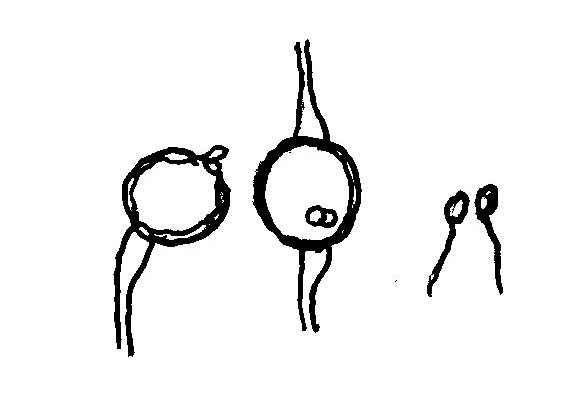
同・遊走子嚢と遊走子
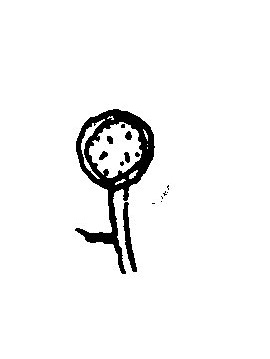
同・休眠胞子

## 生活環
N. ramosa の例では、その生活環は以下のようである。この菌の菌体は非常に多く分枝した、部分的に隔壁を持つ糸状の菌糸体からなる。この菌糸の先端に、あるいは中間に遊走子嚢や休眠胞子を形成する。遊走子は静止すると1本の発芽管を伸ばす形で発芽する。発芽管は伸長しながら二叉分枝をしながら伸び、膨らみを形成する。核は当初は胞子内に止まるが、分裂で生じた核は膨らみに移動し、あるいは移動した核の回りが膨らむ。そのような形で糸状の構造が伸長し、次第に菌糸体を形成する。菌糸体の各所から細かく分枝した仮根が形成され、それらは基質中に伸び、時に嚢状の構造を作る。膨らみ部分を繋ぐ狭い部分に核があることはない。このように菌糸体がある程度展開した後、菌糸体の膨らみの部分か、それを繋ぐ細い部分から糸状の構造が伸び、繰り返し分枝した後に内部に多数の核を含む膨らみを形成する。これが遊走子嚢となる。遊走子嚢は菌糸の先端に形成されるか、あるいはその中間に形成される。発達につれて最初は膨らみであったものが大きくなって球形となり、その基部に隔壁が作られる。その内部が分裂して遊走子が形成される。遊走子嚢の外壁が厚くなり、先端がドーム状になって蓋が形成される。
他方、休眠胞子、ないし休眠胞子嚢は菌糸体に作られる偽柔組織のような部分から形成される。この偽柔組織の形成に先立って細胞の融合が行われるとの観察はあるが、核の融合が確認されてはおらず、この細胞の融合についても確証は得られていない。従って休眠胞子嚢の形成は無性的な過程と思われるが、今後の研究が待たれる。休眠胞子嚢は遊走子の放出の形で発芽するか、あるいは薄膜の遊走子嚢を形成し、そこから遊走子を放出する。個々の遊走子嚢から形成される遊走子の数は4個から40個ほどで、平均は36個である。

## 生育環境・栄養要求
本属の菌は腐生菌であり、水中や土壌中の水生植物の残渣の中に広く分布するものと考えられている。N. elegans ではチアミンを要求すること、硝酸塩や硫酸塩を利用できること、セルロースを含む多くの炭水化物を利用できるがデンプンは利用できないことなどが知られている。

### 分離と培養
分離の際には釣り餌法が用いられる。例えば N. elegans は煮沸滅菌したイネ科草本の葉を餌として釣り出すことが出来る。
本属のものは腐生菌なので純粋培養は可能である。N. ramosa の例では培養は滅菌水の中に入れたセロハンの上で行われ、最適温度は16～18℃である。

## 分布
少なくとも幾つかの種は世界的な分布域を持つことが知られている。例えば N. ramosa は1907年にインドで発見された種であるが、その後にヨーロッパ、アフリカ、それに南北アメリカで報告されている。タイプ種の N. elegans も北アメリカで発見されて後にブラジル、インド、アイスランド、それに日本でも記録されている。

## 分類など
20世紀後半頃までは鞭毛を持つ菌類を鞭毛菌として纏め、その中で遊走子の後端に1本の鞭毛を持つものをツボカビ綱 Chytridiomycetes として、その中で菌糸体の発達の程度が低く、菌体全てが生殖器官に変わる(全実性)か生殖器官になる部分以外は仮根やそれに類する系しか持たないものをツボカビ目 Chytridiales に纏めた。ツボカビ類の形態は多様であり、単純なものでは袋状の形態でその全体が生殖器官に変わり(全実性)、あるいはそのような袋状の構造から仮根を生じる形態(分実性で単心性)、あるいは仮根状菌糸体の上に複数の生殖器官を生じるもの(多心性)などがあり、また繁殖器官が記質内に埋もれて形成されるもの(内在性）と基質の上に形成されるもの(表在性)、遊走子嚢から遊走子が放出される部分に蓋の構造があるもの(有弁)とそれが形成されないもの(無弁)などがあり、これらの特徴をもって分類されてきた。本属のものは仮根状菌糸体を発達させ、その上に複数の生殖器官を着ける(多心性)ものの代表的なもので、他の幾つかの属と共にメガキトリウム科 Megachytriaceae とする扱いとなっていた。本属に似たものとしてはエダツボカビ属 Cladochytrium があり、やはり発達した仮根状菌糸の上に複数の遊走子嚢をつけるものであるが、これは遊走子嚢の出口に蓋が形成されない(無弁)であることから類縁が遠いと判断され、エダツボカビ科 Cladochytriaceae とされた。もっともこの辺りは議論の多いところではあったようで、特に有弁か無弁かを分類の上でどの程度に重視するかには諸説があったようである。
しかし20世紀末からの電子顕微鏡による微細構造の研究や分子系統による分類の見直しはそれまでの体系を大きく変えることになった。Hibbett et al.(2007) ではツボカビ綱に含めてきたツボカビ目以外の群はそれぞれを綱として独立させ、ツボカビ綱にはかつてのツボカビ目だった群の多くを含め、それを3つの目に分けた。本属はこの体系でツボカビ目に含められている。更にツボカビ目内の系統について研究が進められた中でツボカビ目が大きく4つのクレードに分かれるとの判断が生まれ、本属が含まれるのは "Nowakowskiella" clade と呼ばれるようになった。ここに含まれる7つの属の内、Allochytrium、Catenochytrium、Endochytrium、Nephrochytrium の4つの属は単心性のもので、本属とエダツボカビ属、それに Septochytrium は多心性である。上記のように本属とエダツボカビ属との違いは本属の遊走子嚢が有弁であるのに対してエダツボカビ属のものは無弁であるが、それと共にこの属のものは仮根状菌糸に膨らみを生じ、そこに隔壁を持つことも重視されている。もう1つの属、Septochytrium は本種と同様に有弁であるが、この属では遊走子の基部と、それに仮根の部分にも隔壁があるのに対して本属では隔壁は遊走子嚢の基部にだけある点で区別される。さらにこれらの群を纏める新しい目としてエダツボカビ目 Cladochytriales を、本属のみを含む科としてNowakowskiellaceae が提唱されている。

### 下位分類
Mozley(2005) には以下の種が認められている。ただしそれ以降に記載された種もあるようである。これらの種は菌糸体の形状(膨らみの配置など)、休眠胞子の特徴(形成するかどうか、その形態や内容の様子など)、遊走子の特徴(どのような油滴を含むかなど)によって区別されている。
- Nowakowskiella クモノスツボカビ属
  - N. atkinsii
  - N. elegans
  - N. elongata
  - N. grannulata
  - N. hemisphaerospora
  - N. keratinophila
  - N. macrospora
  - N. methistemichroma
  - N. moubasherana
  - N. multispora
    - var. longata

  - N. pictairnensis
  - N. ramosa
  - N. sculpturata

## 経緯
本属のものの最初の記載は1876年で、Nowokowski による。彼はエダツボカビ属 Cladochytrium の新種として C. elegans と C. tenue の2種を記載した。Schroeter は1892年にこの C. elegans が遊走子嚢が有弁であることからこれを別属と見て、これをタイプ種として新属クモノスツボカビ属 Nowakowskiella を立てた。